# Thelma Kingsbury
Thelma Kingsbury (* 12. Januar 1911; † 27. August 1979, später bekannt als Thelma Scovil, Thelma Welcome und Thelma Lougheed) war eine englische Badmintonspielerin, die später für die USA startete. Ihr Vater Clarence Kingsbury war ein britischer Radrennfahrer und zweifacher Olympiasieger. Ihre Schwester Leoni Kingsbury war ebenfalls eine erfolgreiche Badmintonspielerin.

## Karriere
Thelma Kingsbury gewann mehrfach die All England, die Welsh Open, die Irish Open und die Scottish Open. Nach ihrer Übersiedlung in die USA war sie auch dort bei den nationalen Meisterschaften erfolgreich. 1956 gehörte sie zu den ersten Personen, die in die U.S. Badminton Hall of Fame aufgenommen wurde. Ihr letzter Wohnort vor ihrem Tod im August 1979 war Los Angeles.

## Erfolge
| Saison | Veranstaltung                         | Disziplin   | Sieger                                   |
| ------ | ------------------------------------- | ----------- | ---------------------------------------- |
| 1931   | Wales: Internationale Meisterschaften | Damendoppel | Hazel Hogarth / Thelma Kingsbury         |
| 1931   | Wales: Internationale Meisterschaften | Dameneinzel | Thelma Kingsbury                         |
| 1933   | All England                           | Damendoppel | Marjorie Bell / Thelma Kingsbury         |
| 1933   | Wales: Internationale Meisterschaften | Damendoppel | Betty Uber / Thelma Kingsbury            |
| 1934   | All England                           | Damendoppel | Marjorie Henderson / Thelma Kingsbury    |
| 1934   | Irish Open                            | Dameneinzel | Thelma Kingsbury                         |
| 1934   | Wales: Internationale Meisterschaften | Damendoppel | Betty Uber / Thelma Kingsbury            |
| 1935   | All England                           | Damendoppel | Marjorie B. Henderson / Thelma Kingsbury |
| 1935   | Welsh International                   | Dameneinzel | Thelma Kingsbury                         |
| 1935   | Scottish Open                         | Dameneinzel | Thelma Kingsbury                         |
| 1935   | Scottish Open                         | Damendoppel | Marjorie B. Henderson / Thelma Kingsbury |
| 1935   | Welsh International                   | Damendoppel | Betty Uber / Thelma Kingsbury            |
| 1936   | Scottish Open                         | Dameneinzel | Thelma Kingsbury                         |
| 1936   | Scottish Open                         | Damendoppel | Marjorie B. Henderson / Thelma Kingsbury |
| 1936   | Irish Open                            | Dameneinzel | Thelma Kingsbury                         |
| 1936   | All England                           | Damendoppel | Marjorie B. Henderson / Thelma Kingsbury |
| 1936   | Welsh International                   | Mixed       | Raymond White / Thelma Kingsbury         |
| 1936   | All England                           | Dameneinzel | Telma Kingsbury                          |
| 1936   | Scottish Open                         | Mixed       | Ian Maconachie / Thelma Kingsbury        |
| 1937   | Scottish Open                         | Damendoppel | Marjorie B. Henderson / Thelma Kingsbury |
| 1937   | Scottish Open                         | Mixed       | Ian Maconachie / Thelma Kingsbury        |
| 1937   | All England                           | Mixed       | Ian Maconachie / Thelma Kingsbury        |
| 1937   | All England                           | Dameneinzel | Thelma Kingsbury                         |
| 1941   | US Open                               | Dameneinzel | Thelma Kingsbury                         |
| 1941   | US Open                               | Damendoppel | Thelma Kingsbury / Janet Wright          |
| 1947   | US Open                               | Damendoppel | Thelma Kingsbury / Janet Wright          |
| 1948   | US Open                               | Damendoppel | Thelma Scovil / Janet Wright             |
| 1949   | US Open                               | Damendoppel | Thelma Scovil / Janet Wright             |
| 1950   | US Open                               | Damendoppel | Thelma Scovil / Janet Wright             |